# 아술 클라로 누마즈
아술 클라로 누마즈(일본어: アスルクラロ沼津 아스루 쿠라로 누마즈[*] Azul Claro Numazu)는 시즈오카현, 누마즈시에 위치한 일본의 축구 클럽이다. '아술 클라로'는 포르투갈어와 스페인어로 밝은 파랑이라는 뜻이다. 2017년부터 일본 J3리그에 참여한다.

## 역사
1977년 누마즈 아스날 FC라는 이름으로 창단했다. 구단은 시즈오카 현내 리그에 참가하는 것으로 활동을 시작했다. 2006년 구단은 프로화 전환을 시작했고, 목표를 J리그 진출로 설정했다. 이 과정에서 구단명을 아술 클라로 누마즈로 변경했다.

2013년 일본 축구 리그의 3부리그인 J3리그가 탄생한다는 소식을 듣고, 구단은 J리그 진출을 위해 박차를 가했다. 9월 17일 구단은 J리그 연맹 멤버십을 취득했다. J리그 가입을 위한 라이센스 취득과 심사를 진행했으나, 최종적으로 그루자 모리오카에게 밀렸다. 구단은 대신하여 2014년부터 일본 축구 리그에 참여했다.

2016년 일본 축구 리그를 3위로 마감했다. 이후 구단은 일본 프로 축구 연맹으로부터 가입허가를 받아냈고, 2017 시즌부터 J3리그에서 활약하게 되었다.

## 선수 명단

### 현역
참고: FIFA 자격 규정에 따라 소속된 국가대표팀 국기를 표시합니다. 선수는 복수의 FIFA 비회원국 국적을 가지고 있을 수 있습니다.
| 번호 | 포지션 | 국적 | 이름          |
| ---- | ------ | ---- | ------------- |
| 4    | DF     |      | 구스타부 리시 |
| 25   | MF     |      | 이토 데루요시 |
| 29   | FW     |      | 웨베르통      |

| 번호 | 포지션 | 국적 | 이름 |
| ---- | ------ | ---- | ---- |

## 역대 감독
| 감독              | 임기   |
| ----------------- | ------ |
| 모치즈키 가즈히토 | 2014   |
| 모치즈키 가즈히토 | 2022   |
| 나카야마 마사시   | 2023 ~ |